# Make My Heart
Make My Heart è un singolo discografico della cantante statunitense Toni Braxton, pubblicato nel 2010.

## Il brano
Il brano è stato scritto da Lucas Secon, Makeba Riddick, Joseph Freeman, Aubreya Gravatt e Theodore Life Jr. e prodotto da Lucas Secon. Esso è stato estratto dal sesto album in studio di Toni Braxton Pulse.

## Tracce
- Download digitale

1. Make My Heart – 3:27

## Video
Il videoclip della canzone è stato diretto da Bille Woodruff e vede la partecipazione delle sorelle della cantante, ovvero Towanda Braxton, Tamar Braxton, Traci Braxton e Trina Braxton.